# James Hetfield
James Alan Hetfield (Downey, Kalifornia, 1963. augusztus 3. –) amerikai énekes és gitáros, a Metallica együttes frontembere és ritmusgitárosa.

## Gyermekkora
James Alan Hetfield 1963. augusztus 3-án született Downey-ban (Los Angeles County, Kalifornia). Hetfield családja Európára is kiterjed, vannak angol, ír és német felmenői is. Hetfield apja, Virgil, kamionsofőr volt, aki később elhagyta a családot, édesanyja, Cynthia operaénekes volt. Mindketten szigorú hívő keresztények voltak, éppen ezért sok Metallica-szöveg van kapcsolatban a Bibliával. Pl.: The Four Horsemen (A négy lovas).
Hitükkel összhangban, Hetfield szülei elutasították az orvostudományt és gyógyszereket. Édesanyja rákban hunyt el 1979-ben, Hetfield 16 éves korában. Apja 1996-ban hunyt el, a Load-turné közben.

## Zenei hatások
Hetfield 9 éves korában vett először zongoraleckéket, majd később Dave nevű bátyja dobfelszerelésén próbált zenélgetni. Gitározni 14 évesen kezdett. Gyermekkorában kisebb zenekarokban játszott, mint a Leather Charm és az Obsession.
Hetfieldre a legnagyobb hatást az Aerosmith tette, azt mondta, ők voltak azok, akik miatt elkezdett gitározni. Néhány együttes és zenész mint a Motörhead, UFO, ZZ Top, Black Sabbath, Rainbow, Saxon, Diamond Head, Johnny Cash, The Doors, Jimi Hendrix, Cream, The Who, Hank Williams Jr., Kiss, Rush, Iron Maiden, Def Leppard, Alice Cooper, Waylon Jennings, Hank Williams, Lynyrd Skynyrd, Judas Priest, Ted Nugent, AC/DC, Blue Öyster Cult, Venom, Led Zeppelin, és a Thin Lizzy hatottak még Hetfieldre.

## Metallica

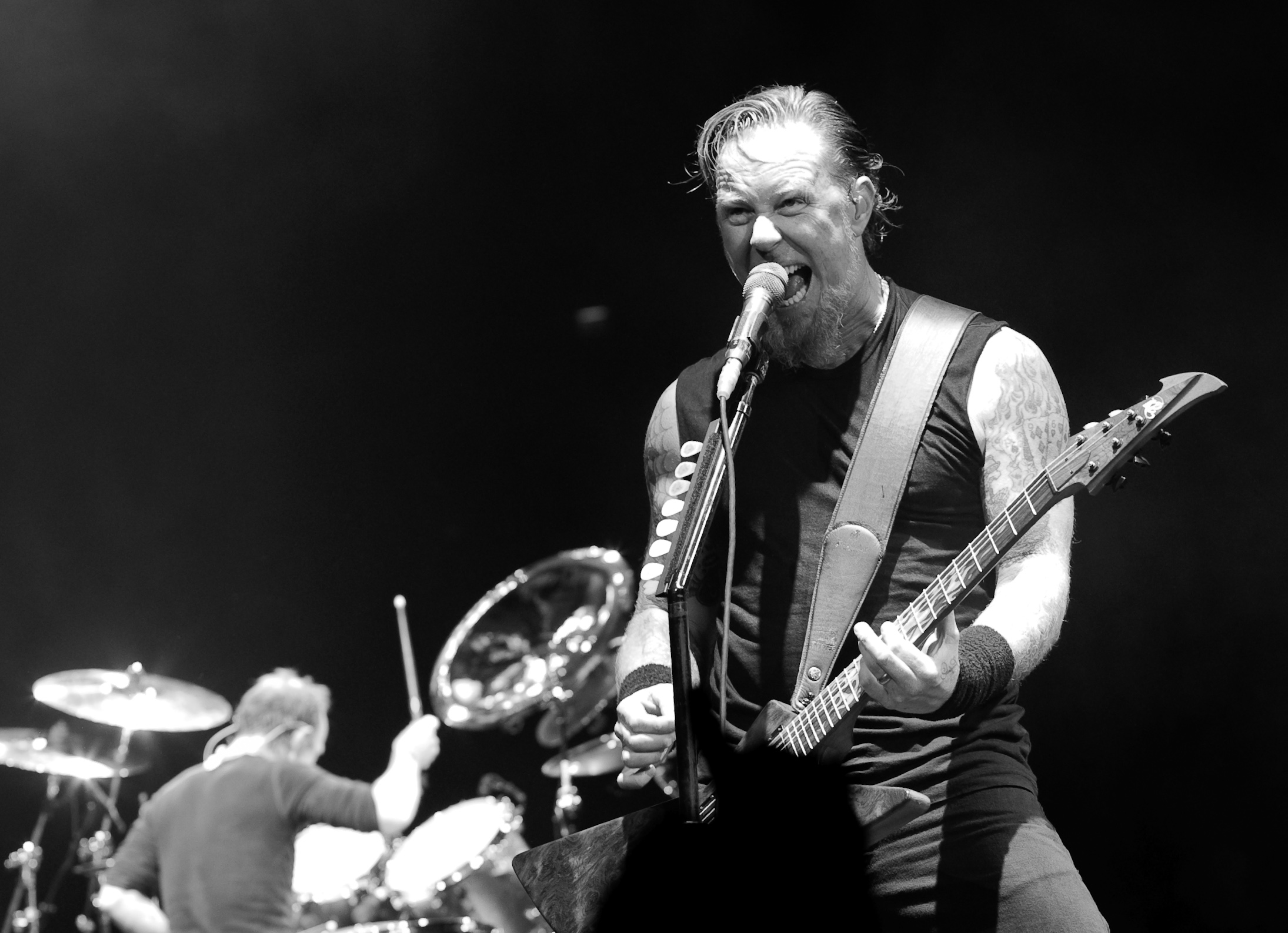
Hetfield 2008-ban

A Metallica korai szakaszában az együttes különböző ének- és gitárkombinációkkal próbálkozott, alapvetően a brit Diamond Head mintájára. A kezdetben felmerült megoldások között szerepelt egy második gitáros (John Roads lett volna a szólógitáros), illetve John Bush, az Armored Saint együttes (később az Anthrax) énekesének bevétele. Hetfield egy 1989-es, a Spin magazinnak adott interjújában elmondta, hogy az ex-Misfits-énekes Glenn Danziget akarták a zenekarba. Az első teljes felállás a következő volt: Hetfield (ritmusgitár, ének), Dave Mustaine (szólógitár), Lars Ulrich (dob) és Ron McGovney (basszusgitár).
1982-től 1983-ig Mustaine alkoholizmusa egyre nagyobb méreteket öltött, és ez folyamatos összetűzésekhez vezetett közte és Hetfield között. Hetfield és Ulrich végül 1983. április 1-jén kirúgták Mustaine-t, akinek a helyére Kirk Hammett, az Exodus gitárosa érkezett az együttesbe.
Az 1990-es évek közepéig Hetfield játszotta lemezre az összes ritmusgitárt és a harmóniák többségét. A Load albumtól kezdve Kirk Hammett is részt vesz a ritmusgitárrészek feljátszásában. Hetfield esetenként szólókat is játszik, mint a "Nothing Else Matters"-ben, a "My Friend of Misery"-ben, a kivezető szólót a "The Outlaw Torn"-ban, a második szólót a "To Live Is to Die"-ban, szintén a második szólót az "Orion"-ban, az első két szólót a "Suicide and Redemption"-ben, az első szólót a "Master of Puppets"-ben, valamint a bevezető harmóniaszólót a "The Day That Never Comes"-ban. A gitárharmóniák többségét, a dalszövegeket, az énekdallamokat is ő írja, és Ulrichhal közösen hangszerelik a dalokat.
Hetfieldnek sok színpadi balesete volt, ezek közül a leghíresebb a montreali Olimpiai Stadionban adott koncertjükön történt pirotechnikai balesete 1992-ben. A Guns N' Rosesszal turnéztak, amikor 1992. augusztus 8-án Hetfield véletlenül belelépett egy lángoszlop útjába, miközben a "Fade to Black"-et játszották. Hetfield gitárja nagyrészt felfogta a lángnyelvet, de így is megperzselte a karját, szemöldökét, arcát és haját. Másod- és harmadfokú égési sérüléseket szenvedett, de 17 nappal később újra színpadra állt, habár a gitározás feladatát John Marshall (Metal Church) vette át tőle négy hétre. Amíg teljesen felépült, Hetfield csak énekelt a koncerteken. Hetfield többször eltörte a karját gördeszkázás közben, ilyenkor szintén nem gitározhatott a színpadon.
A St. Anger album felvételei közben (2002–2003) elvonóra kellett mennie alkoholproblémái miatt. Ezt a korszakát a Some Kind of Monster című Metallica-dokumentumfilm dolgozta fel.
2009. április 4-én a többi Metallica-taggal egyetemben James Hetfieldet beiktatták a Rock and Roll Hall of Fame-be. Szintén 2009-ben a Hit Parader magazin Minden idők legjobb metálénekesei listáján a 24. helyen végzett.

## Magánélete
Amikor nem ír, énekel vagy hangszeren játszik, akkor kedvenc hobbijainak hódol, mint a vadászat, gördeszkázás, snowboardozás, jetskizés. Ezek mellett még rajzol és a garázsában ténykedik a kocsijaival és motorjaival, vagy nézi a kedvenc focicsapata, az Oakland Raiders meccseit, illetve kijár autókiállításokra.
Gyűjti a gitárokat – főleg 1963-ból – és a régi autókat. A kedvenc autói egy 1974-es évjáratú Chevrolet Nova, melynek segített a helyreállításában, és a "The Beast", egy Chevrolet Blazer terepjáró.
Az 1968-as Chevrolet Camaróját felrakta az eBay-re, hogy elindítsa a Zenét az iskoláknak programot. Az autó szerepelt az "I Disappear" című szám videóklipjében. Évekkel később odaajándékozta a Hard Rock Cafénak.
Hetfielden számos tetoválás található. Az egyik 4 kártyát ábrázol – ász (1), 9, 6 és a 3 – amelyek születési évének felelnek meg. A lángok az 1992-es történéseket ábrázolják. A jobb karján található egy 'M' betű, ami a Metallicát jelképezi, a bal karján pedig egy 'F' betű, ami a családot (Family).
Hetfield 1997-ben házasodott össze Francesca Tomasival. Három gyermekük van: Cali (1998. június 13.), Castor (2000. május 18.) és Marcella (2002. január 17.). Hetfield és családja Marin megyében él. 2022-ben elvált feleségétől.

## Filmszerepei
2019-ben szerepet vállalt az Átkozottul veszett, sokkolóan gonosz és hitvány című Ted Bundy-ról szóló filmben, melyben Bob Hayward rendőrtisztet alakította.

## Felszerelése
Hetfield főleg ESP gitárokat használ az 1980-as évek óta. Sokszor használ Gibson Explorer formájú gitárokat EMG 81/EMG 60 pickupokkal. Hetfield fő gitárja a korai években egy Gibson Flying V másolat volt 1984-ig, amikor átváltott a Gibson Explorerre.
Az 1990-es évek közepén megkapta a számára készített ESP gitárt. Hetfieldnek hat személyre szabott modellje van a vállalatnál.
James Hetfield turnégitárjai:
- Gibson 1973 Les Paul Custom "Iron Cross"
- Gibson Les Paul Custom
- Gibson 1976 Explorer "Rusty"
- Ken Lawrence Explorer #1
- Ken Lawrence Explorer #2
- Ken Lawrence Doubleneck Explorer
- Ken Lawrence Dragon Les Paul
- ESP Truckster I
- ESP Truckster II
- ESP Iron Cross
- ESP White Explorer "Eet Fuk"
- ESP White Explorer "Papa Het"
- ESP Black Explorer "Chrome Diamond Plate"
- ESP White Snakebyte
- ESP Black Snakebyte
- ESP Camo Snakebyte
- ESP Vulture
- ESP Flying V
- ESP LTD "The Grynch"
- Zemaitis GZ Series GZV500MF-MBK
- James Trussart Custom Explorer
- James Trussart Custom SteelDeville Rust-O-Matic
- Line 6 Variax Acoustic - a "The Unforgiven" élő előadásain látható
- Electra Flying V copy
- Gibson Les Paul Standard
- Several Gibson Flying V
- Gibson Moderne